# Данцевич, Рената
Рена́та Данце́вич (пол. Renata Dancewicz; род. 7 февраля 1969, Лешно) — польская актриса.

## Биография
Родилась 7 февраля 1969 года в городе Лешно Великопольского воеводства Польши.
Сдала экзамены по актёрскому мастерству в Школе кино в Лодзи только со второго раза, так как со II курса была отчислена. Классического образования не имела.
В 1988 закончила 1-й Колледж имени Николая Коперника в Люблине, в 1995 году получает диплом по специальности «драматическая актриса» (экстерном).
В 1991—1993 гг. играла в театре им. Шанявского в городе Валбжих.
С 1999 года актриса театра «Kwadrat» (Варшава).
Участвовала в телешоу «Taniec z Gwiazdami» (польский вариант «Танцев со звёздами»).
Несколько раз снималась для обложек популярных журналов, включая польские издания «Playboy» и «Gala».
Причисляет себя к атеистам.
Благодаря своей необыкновенной красоте Рената Данцевич считается секс-символом современного польского кино.

## Фильмография
| Год       | Фильм                        | Роль             | Примечания             |
| --------- | ---------------------------- | ---------------- | ---------------------- |
| 1993      | Самоволка                    | Анка             | Телефильм              |
| 1993      | Супружеская комедия          | Мэгги            |                        |
| 1993      | До свидания, вчера           | Студентка Кася   |                        |
| 1994      | Голубые глаза                | Медсестра        |                        |
| 1994      | Вынайм номера                | Ева              | Телефильм              |
| 1994      | Дьявольское образование      | Гося             | Короткометражный фильм |
| 1995      | Дебора                       | Дебора Гросман   |                        |
| 1995      | Экстрадиция                  | Беата            | Сериал                 |
| 1995      | Папочка                      | учительница      |                        |
| 1995      | Полковник Квятковский        | Крыся            |                        |
| 1995      | Эротические рассказы         | Гося             | Сериал                 |
| 1997      | Шведские герои               | Хелена           |                        |
| 1998      | Гнев                         | Магда            |                        |
| 1999      | Гнездовье                    | Иза              | Сериал                 |
| 2001      | Эвкалипт                     | Ло               |                        |
| 2002      | E=mc²                        | Марта Новицка    |                        |
| 2003      | Семь остановок на пути в рай | Голодная женщина |                        |
| 2004-2008 | Преступники                  | Джоанна Рудницка | Сериал                 |
| 2008      | 33 сцены из жизни            | Анка             |                        |
| 2007      | Вы меня помните?             | Мальгошка        |                        |
| 2010      | Бельканто                    | Хозяйка фермы    |                        |